# Atentado em Uagadugu em 2018
Os ataques em Uagadugu ocorreram em 2 de março de 2018. Pelo menos oito militantes fortemente armados lançaram um ataque coordenado a vários locais em todo Uagadugu, a capital do Burquina Fasso. Os alvos incluíam a embaixada francesa e o Estado-Maior das Forças Armadas do Burquina Fasso.

## Ataques
Na manhã de 2 de março de 2018, os terroristas atacaram o quartel-general militar detonando um carro-bomba cuja explosão destruiu um quarto no edifício. Pouco depois do assalto à sede do exército, homens fortemente armados convergiram para a embaixada francesa, trocando tiros com forças de segurança locais e soldados das forças especiais francesas. O Instituto Francês, uma organização cultural localizada na cidade, foi também alvejado de acordo com uma declaração da embaixada. A polícia local acredita que "extremistas islâmicos" estejam envolvidos no ataque e que fizeram uso de tiroteios e pelo menos um carro-bomba.  Cinco militantes foram mortos na embaixada e pelo menos outros três foram mortos próximos da sede do exército, segundo ministro das Comunicações Remy Danjuinou.
Trinta pessoas foram mortas e outras 85 feridas.